# Quintanilla (Portugal)
Quintanilla (oficialmente en portugués, Quintanilha) es una freguesia portuguesa del municipio de Braganza, con 24,91 km² de superficie y 304 habitantes (2001). Su densidad de población es de 12,2 hab/km². Linda al este con la provincia española de Zamora.

## Galería

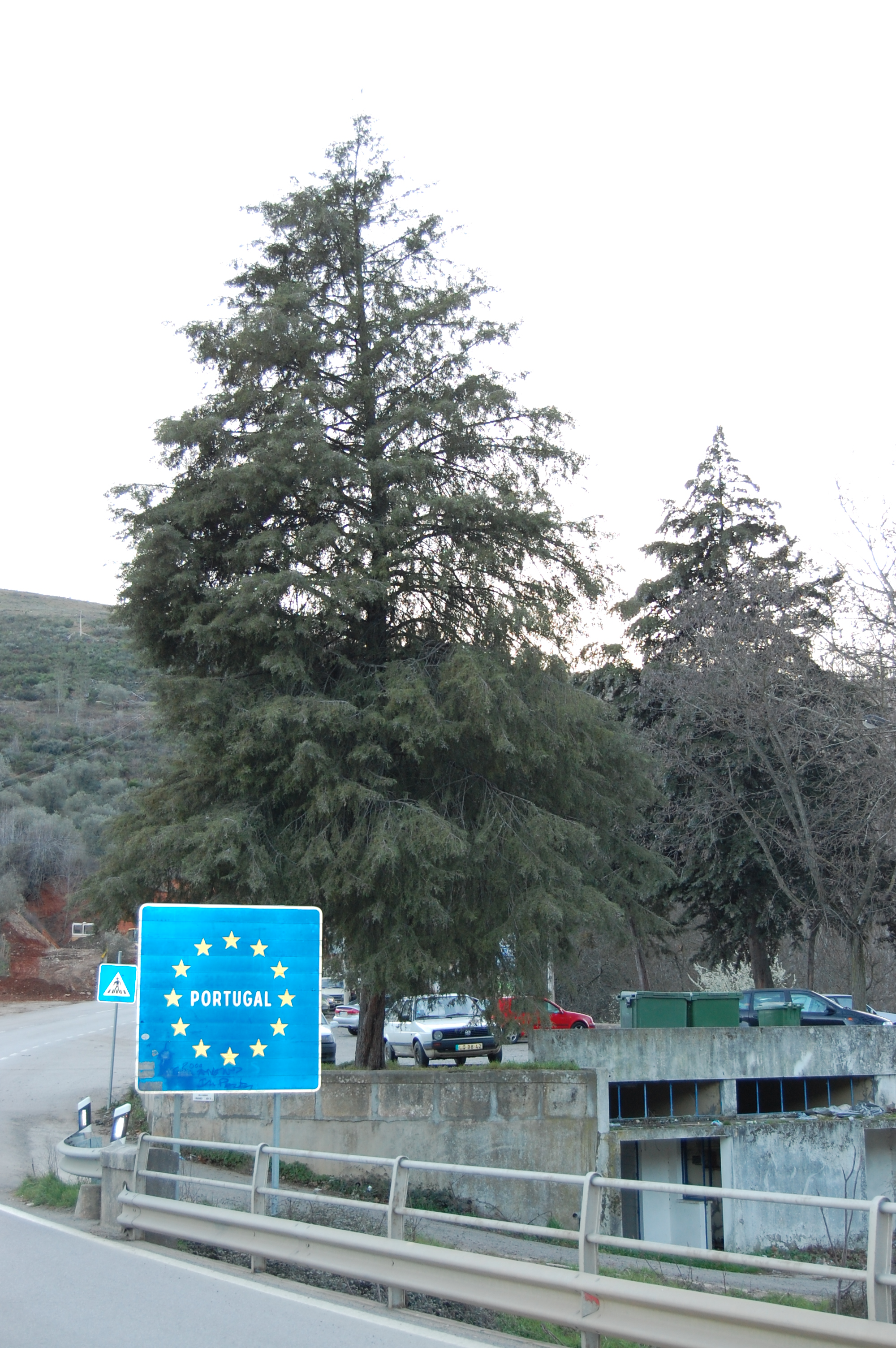